# Paronymus
Paronymus là một chi bướm ngày thuộc họ Bướm nâu.